# Journal of Cardiac Failure
Het Journal of Cardiac Failure (ook Cardiac Failure) is een internationaal peer-reviewed wetenschappelijk tijdschrift op het gebied van hartfalen. De naam wordt in literatuurverwijzingen meestal afgekort tot J. Card. Fail. Het wordt uitgegeven door Elsevier (onder het merk Churchill Livingstone) namens de Heart Failure Society of America.